# Међународни дан студената
Међународни дан студената је међународни празник студената који се обележава 17. новембра сваке године, у спомен на дан када су 1939. године нацисти убили неколико чешких студената, а преко 1.200 студената послали у концентрационе логоре, због протеста против окупације Чешке.

## Историјат празника
Након Минхенског споразума 1938. године, Нацистичка Немачка је окупирала Судетску област, а већ наредне године и Чешку, коју је претходно одвојила од Словачке. Протектор Чешке и Моравске Константин фон Нојрат је преименовао Карлов универзитет у Прагу и назвао га Немачки Карлов универзитет у Прагу. Са почетком школске године 1939, универзитет је потчињен директно Берлину и преименован у Рајхсуниверзитет, 4. новембра 1939. године.
Све ово је изазвало револт студената. Студенти Медицинског факултета су 28. октобра изашли на протест против окупације, на дан чехословачке независности која се прослављала од 1918. године. У нацистичком покушају разбијања демонстрација, тешко је повређен студент медицине Јан Оплетал, који је 11. новембра преминуо од последица рањавања.
Оплеталова сахрана 16. новембра је окупила велики број студената и поново изазвала њихов револт. Због тога су нацистичке власти 17. новембра одлучиле да затворе све универзитете у окупираној Чешкој до краја рата. Истог дана је убијено 9 професора и студената, који су присуствовали сахрани Оплетала. Ухапшено је око 1.800 студената, док је око 1.200 студената послато у концентрациони логор Захсенхаузен. У логору је преминуло између 20 и 35 студената.
Уследио је покушај чешких студената да убеде своје колеге на међународном плану, да прослављају 17. новембар као дан студената и антифашиста. У Лондону је 16. новембра 1941. године одржан састанак којим је председавао др Едвард Бенеш, а присутни су били представници избегличких влада. Међу 14 држава које су тада прихватиле празник, била је и Краљевина Југославија.
BBC је 17. новембра 1941. године на територији Чехословачке, емитовао посебну поруку поводом овог дана.

## Обележавања
Међународни дан студената се данас прославља у готово свим европским градовима и на већини европских универзитета.